# 1933 في العراق
فيما يلي قوائم الأحداث التي وقعت خلال عام 1933 في العراق.

## سياسة

### تعيين في المنصب
- 20 مارس – رشيد عالي الكيلاني رئيس وزراء العراق.
- 9 نوفمبر – جميل المدفعي رئيس وزراء العراق.

### انتهاء فترة المنصب
- 20 مارس – ناجي شوكت رئيس وزراء العراق.
- 9 نوفمبر – رشيد عالي الكيلاني رئيس وزراء العراق.

## مواليد

### يناير
- 1 يناير – إديسون ديفد لاعب كرة قدم عراقي.
- 1 يناير – ذنون محمد بيريادي كيميائي من العراق.
- 1 يناير – يورا أيشايا يورا ايشايا.

### أبريل
- 21 أبريل – إغناطيوس زكا الأول عيواص

### نوفمبر
- 12 نوفمبر – جلال طالباني سياسي عراقي كردي.

### ديسمبر
- 6 ديسمبر – عبد الهادي الفضلي كاتب سعودي.

## وفيات

### يونيو
- 4 يونيو – أحمد هاشم (مواليد 1884) كاتب تركي.